# Ptolemeu de Mendes
Ptolemeu de Mendes fou un sacerdot i historiador grec egipci de finals del segle i aC i començaments del segle i, ni abans d'August ni més tard de Tiberi, que va escriure una Història d'Egipte (τὰ Αἰγυπτίων ἀνέκαθεν ἱστορῶν) en tres llibres esmentat per Climent Alexandrí, Tatià, Justí, Eusebi, Tertulià i Ciril d'Alexandria. És possible que fos l'autor d'una obra sobre el rei Herodes el Gran esmentada per Ammoni el monjo.